# リンカーズ
リンカーズ株式会社（英: Linkers Corporation）は、東京都文京区に本社を置く企業。

## 沿革
- 2012年（平成24年）4月 - 宮城県仙台市にて「Distty株式会社」を設立。
- 2013年（平成25年）4月 - 本社を東京都千代田区に移転。
- 2013年（平成25年）10月 - ものづくり系マッチングサービス「Linkers（リンカーズ）」を開始。
- 2015年（平成27年）4月 - 「リンカーズ株式会社」に社名変更。
- 2017年（平成29年）3月 - 本社を東京都中央区に移転。
- 2020年（令和2年）11月 - 本社を東京都文京区に移転。
- 2022年（令和4年）10月 - 東京証券取引所グロース市場上場。